# Hugo Pavel

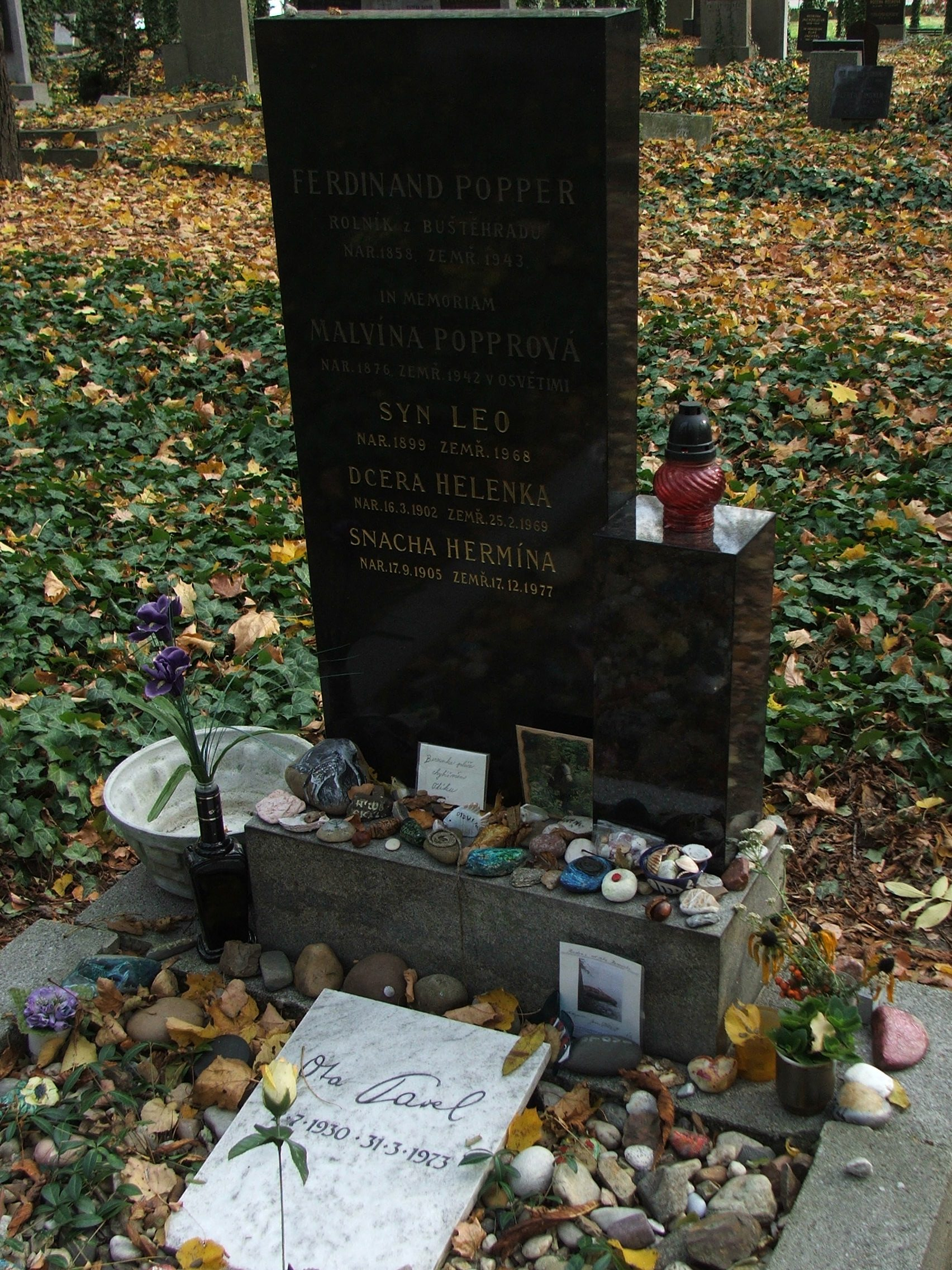
Hrob na Novém židovském hřbitově na Olšanech

Hugo Pavel (rodným jménem Hugo Popper) (26. prosince 1924, Mariánské Lázně – 29. ledna 2014, Kladno) byl básník, spisovatel, starší bratr českého prozaika, novináře a sportovního reportéra Oty Pavla a správce jeho literárního archivu.

## Život

### Rodinný původ a druhá světová válka
Hugo Pavel se narodil 26. prosince 1924 v Mariánských Lázních. Jeho otcem byl Leo Popper, jeho matka byla Hermína Popperová. Poměrně brzy se rodina Popperových přestěhovala do Prahy a Hugo své mládí prožil v hlavním městě. Po nastolení Protektorátu Čechy a Morava (po 15. březnu 1939) byla celá rodina z Prahy násilně vystěhována. Útočiště našli na selském gruntě rodičů Leo Poppera v Buštěhradě u Kladna. Hugo Pavel byl spolu se svým mladším bratrem Jiřím Pavlem (1926–2011) a otcem Leem v únoru roku 1943 zařazen do transportu směr Terezín. Do Terezína se dostali v březnu 1943. Na otrocké práce pro Říši byl Hugo z Terezína využit dvakrát (německý Wulkov a Schnerchenreuth). (Transportu byla ušetřena jeho matka Hermína a nejmladší bratr Ota.) Na sklonku druhé světové války dne 20. dubna 1945 byl Hugo opět vězněn v Terezíně (tady se setkal s otcem), ale těsně před vypuknutím pražského povstání se mu odsud podařilo uprchnout.

### Po druhé světové válce
Dne 24. prosince 1945 se Hugo Pavel oženil s Elou Wallnerovou (poprvé se setkali právě v Terezíně). Po druhé světové válce vystřídal Hugo Pavel různá zaměstnání, později se odstěhoval do Kladna, kde v letech 1951 až 1981 (odchod do invalidního důchodu) pracoval jako hutník v ocelárnách POLDI Kladno. V důchodu se přestěhoval do Kladna a do vlastnoručně vybudované chaty (Újezd nad Zbečnem) poblíž řeky Berounky. Hugo Pavel obhospodařoval rodinný archiv, literární odkaz a archiv svého bratra Oty Pavla, přispíval do novin, časopisů a magazínů a účastnil se tematických besed, rozhlasových, televizní a dokumentárních pořadů. Také se podílel na přípravě knih. Žil poněkud ve stínu svého bratra Oty Pavla, který se na něj ale často obracel s žádostí o radu a jenž se dle Hugových doporučení řídil.
Hugo je z nás nejchytřejší. Má literární talent. Chtěl psát a chtěl studovat na právech. Měl k tomu všechny předpoklady. Brzo se však oženil, přišly děti a musel se postarat o rodinu. Na studium už nezbyl čas.
Ota Pavel, O svém starším bratru Hugo Pavlovi, 
Hugo Pavel byl i (po smrti Oty Pavla) oporou pro syna Oty Pavla – Jiřího Pavla, který byl Hugovým synovcem.
Hugo Pavel prožil život plný dramat a poezie mu pomáhala žít - a přežít. V pokoře vždy stál ve stínu slavného bratra Oty Pavla, kterému nezištně pomáhal z nesnází způsobených těžkou duševní chorobou, rodinnému prokletí, kterému neušel ani on.
Slávka Kopecká, básnická sbírka „Vrátil jsem čas“, O Hugo Pavlovi, 
Hugo Pavel zemřel ve věku 89 let v noci ze středy 29. ledna 2014 na čtvrtek 30. ledna 2014 v Kladně v oblastní nemocnici.

## Samostatná publikační činnost
- Pavel, Hugo. Vrátil jsem čas. Vydání 1. Praha: Slávka Kopecká, 2005. 111 stran. ISBN 80-86631-33-8 (sbírka intimní poezie)